# Nell'antro del re della montagna
Nell'antro del Re della montagna (in norvegese I Dovregubbens hall) è l'ultimo brano della suite op. 46 di Edvard Grieg, prima delle due suite sinfoniche ricavate dalle musiche di scena del Peer Gynt scritte per il dramma omonimo di Ibsen.
Nell'opera teatrale il brano accompagna la scena VI dell'atto II e fa da sfondo alle grida di minaccia dei troll contro il protagonista.
Il tema melodico viene utilizzato dal 2001 al 2011 come sigla del programma televisivo Passepartout.

## Testo dal libretto delPeer Gynt
| (norvegese) (Kor af Trolde): Slagt ham! Kristenmands Søn har dåret Dovregubbens veneste Mø! (En Troldunge): Må jeg skjære ham i Fingren? (Kor af Trolde): Slagt ham! (En anden Troldunge): Må jeg rive ham i Håret? (Kor af Trolde): Slagt ham! (En Troldjomfru): Hu, hej; lad mig bide ham i Låret? (Kor af Trolde): Slagt ham! (Troldhex): Skal han lages til Sod og Sø? (Kor af Trolde): Slagt ham! (En anden Troldhex): Skal han steges på Spidd eller brunes i Gryde? (Kor af Trolde): Slagt ham! (Dovregubben): Isvand i Blodet! | (italiano) (Coro di troll): A morte! Il figlio dei Cristiani ha sedotto la più bella figlia del nostro re (Un giovane troll): Posso rompergli le dita? (Coro di troll): A morte! (Un altro giovane troll): Posso tagliargli i capelli? (Coro di troll): A morte! (Una giovane troll): Uh! Posso mordergli una gamba? (Coro di troll): A morte! (Una strega troll, con un mestolo): Devo bollirlo nella minestra? (Coro di troll): A morte! (Un'altra strega troll, con un coltello): Messo allo spiedo e arrostito? O fatto in umido in un calderone? (Coro di troll): A morte! (Il vecchio di Dovre): Mantenete il sangue freddo! |